# Japanska skolan i Islamabad
Japanska Skolan i Islamabad vid den Japanska Ambassaden i Islamabad (Islamabad Japanese School, IJS; 在パキスタン日本国大使館附属イスラマバード日本人学校 Zai Isuramabādo Nihon-koku Taishikan fuzoku Isuramabādo Nihonjin Gakkō) är en Japansk internationell skola (Nihonjin gakkō) i Pakistans huvudstad, Islamabad.